# Juan de Espinosa
Juan de Espinosa (fl. 1628-1659) – hiszpański malarz barokowy specjalizujący się w martwych naturach (bodegon). 
Malarz, którego życie zostało słabo poznane, prawdopodobnie działał w pierwszej połowie XVII wieku w Madrycie. Jego nazwisko jest cytowane w odniesieniu do innych madryckich malarzy w dokumentach z lat 1628-1659. Inne zachowane informacje są bardzo nieścisłe, ponieważ na dworze hiszpańskim pracowało co najmniej dwóch malarzy o tym samym nazwisku; jeden zmarł w 1641 r., a drugi mieszkał w stolicy w 1651 r. i latach następnych.
Espinosa malował martwe natury, zawierające owoce, zwłaszcza winogrona, które stały się znakiem rozpoznawczym mistrza, a także muszle, drób i wyroby ceramiczne. Musiał być artystą o znacznej renomie, bo jego nazwisko często pojawia się w inwentarzach majątków osób z epoki. Znane prace tego artysty znajdują się w zbiorach prywatnych i publicznych w Madrycie, Paryżu i Londynie. 